# Los Reyes Ixtacala
Los Reyes Ixtacala (con frecuencia erróneamente escrito Iztacala) es una colonia ubicada en el municipio de Tlalnepantla de Baz, Estado de México. Se caracteriza por contar con importantes instituciones, como el Instituto de Seguridad Social del Estado de México y Municipios (ISSEMYM), Policía Estatal, Facultad de Estudios Superiores Iztacala de la Universidad Nacional Autónoma de México (UNAM) y juzgados.

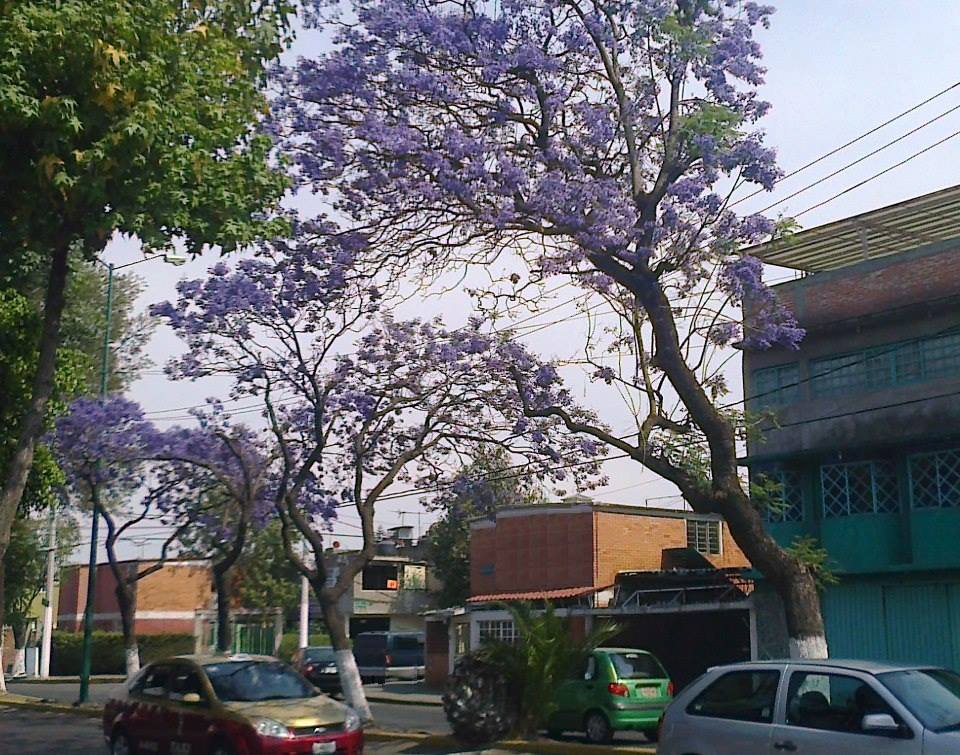
Calles de la colonia.

## Toponimia
En la época precolombina las tierras donde actualmente se asienta esta colonia eran conocidas con el nombre de Ixtacallan, del que deriva el actual nombre de Ixtacala, Cuyo significado es "En donde abundan las casas de la sal" proveniente de las raíces náhuatl iztatl (sal blanca), calli (casa) y tlan (donde hay o abunda). 
El nombre de Los Reyes se deriva de Los santos Reyes quienes son los patronos del pueblo fundado durante la época colonial en dichas tierras. 

### Glifo

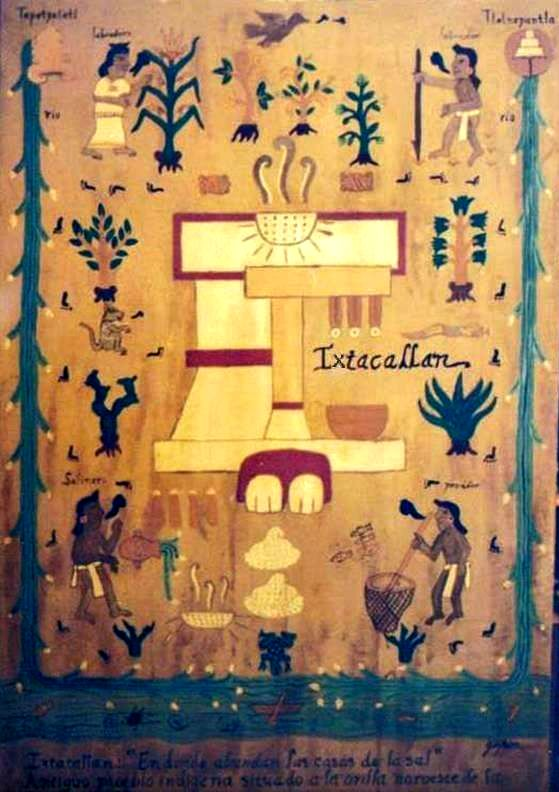
Glifo de las antiguas tierras que hoy comprenden Ixtacala.

El glifo de Ixtacala está representado por un Iztacalli, una casa que se dedicaba a la producción de sal mediante la evaporación de agua salada obtenida de las orillas del lago de Texcoco. En cuya parte superior se observa el sol y tres símbolos representando el proceso de evaporación. En un documento se puede apreciar la localización de la antigua tierra de Ixtacallan mediante la representación de un iztacalli ubicado entre los ríos Tlalnepantla y Tepetzalatl (actual Río de Los Remedios) desembocando en el lago de Texcoco, cuya orilla más cercana a Ixtacallan en aquella época se encontraba en lo que hoy es la Calzada Vallejo. Además de representar estos datos geográficos, se puede apreciar actividades de la vida cotidiana así como la diversa flora y fauna que habitaban dichas tierras.

## Historia

### Época Prehispánica
Período Clásico.
Es durante el Periodo Clásico cuando se tiene la evidencia en Ixtacallan, de un pequeño asentamiento humano, localizado cerca del actual Pueblo de Los Reyes. Un grupo teotihuacano se establece a la orilla del Río de Los Remedios, entre San Jerónimo Tepetlacalco y el Pueblo de Los Reyes, en terrenos del actual Vaso regulador El Fresno. Es posible que los habitantes teotihuacanos del Pueblo de Los Reyes, construyeron sus casas con los materiales sencillos que la zona les proveía, como arcilla, tepetate y cantos rodados de andesita; las decoraron con aplanados de arcilla y arena en las paredes y pisos, y las techaron con vigas de madera, zacate y hojas de maguey. Desafortunadamente, la única evidencia arquitectónica de este asentamiento, que consistía en un montículo teotihuacano, fue destruido durante la década de los 80's, al planear construirse una "unidad deportiva", lo que impidió a los arqueólogos conocer la forma y la distribución del asentamiento. Aunque por analogía con otros sitios teotihuacanos, es posible que esta tuviese unos 60 por 60 metros y contase con muro perimetral, uno o varios patios centrales con altar, y áreas separadas para habitación, para preparación de alimentos y para elaborar artesanías. El riachuelo de Los Remedios les proporcionaba agua para beber, lavarse, preparar alimentos y para regar sus milpas donde cultivaban maíz, frijol, calabaza, huauhtle, tomates, chiles y cebollas, plantas medicinales, nopales, magueyes para obtener pulque y algodón para elaborar sus vestimentas; también de éste, del río de Tlalnepantla y de la orilla del lago obtenían mediante la pesca con redes algunos peces y otros animales acuáticos.
Periodo Posclásico
Tras la caída de Teotihuacán, el Estado Imperial Tolteca con su sede en Tula alcanza su máximo apogeo entre el año 750-1050 d. C. y su influencia se extiende a gran parte de Mesoamérica y aparecen también asentamientos en la cuenca del Valle de México, entre los que destacan los que se ubicaron en Zumpango, al Norte del lago de Texcoco, y otros en Chalco, Azcapotzalco y Tenayuca. Al caer Tollan, capital del Estado Tolteca, hacia finales del siglo XII, toda el área central del altiplano quedó desolada, y solamente unos cuantos centros sobrevivientes mantenían viva la tradición tolteca. Entre ellos, Tenayuca y los pocos que se encontraban en las tierras denominadas Ixtacala.
Posteriormente, el chichimeca Tecuhtli o señor chichimeca Xolotl y su hijo Nopaltzin llegan al valle de México, guiando a las hordas chichimecas del norte en busca de un lugar donde asentarse, y se encuentran con un panorama desolador, ciudades y pueblos abandonados y grupos de toltecas dispersos en varias partes a las orillas de los lagos. Xolotl y su esposa Tomiyauh se asientan primero en Xoloc, cerca de Xaltocan y poco después toman como cabecera de su señorío la parte norte de la cuenca donde edifican la ciudad de Tenayuca Oztopolco ("lugar amurallado, lugar de muchas cuevas"). Este lugar se encontraba situado cerca del Cerro del Tenayo, a orillas de la laguna de México, en tierras del actual Municipio de Tlalnepantla de Baz, donde gobernó como señor supremo de todo el Anáhuac. Desde dicha ciudad reparte tierras y señoríos a los diversos grupos que lo acompañan: da Azcapotzalco a los tepanecas; Xaltocan a los otomazahuas y Coatlinchan y Texcoco a los acolhuas; también establece alianzas matrimoniales con los pobladores sobrevivientes descendientes del linaje tolteca. Esto ocurrió durante el siglo XIII. 
Desde su fundación por Xolotl entre los siglos XII y XIII, el señorío de Tenayuca ostentó el título de ser la cabecera principal de los demás pueblos del Anáhuac. Esto continuó durante los gobiernos de los herederos de Xolotl: Nopaltzin y Tlotzin, hasta que Quinatzin Tlaltecatzin, hijo de Tlotzin, recibe la ciudad de Texcoco en donde instala su corte, que a partir de entonces se erigirá como cabecera del señorío.
El señorío de Tenayuca ocupaba la zona norte de la cuenca, a partir del río de Los Remedios; al sur limitaba con el señorío tepaneca de Azcapotzalco-Tlacopan, y con los islotes de Tlatelolco-Tenochtitlan localizados en la laguna; al norte limitaba con el señorío otomí-mazahua de Xaltocan. Tenayuca incluía todo el territorio del actual municipio de Tlalnepantla y todos los poblados a las orillas como Ixtacallan, Atepetla y Xaloztoc.
Para este momento, en lo que actualmente es el Pueblo de Los Reyes parece que existió un pequeño barrio o calpulli alrededor de un teocalli o templo azteca. Evidencia de éste monumento se puede observar en la antigua capilla de los Santos Reyes construida en el siglo XVI. La capilla fue erigida sobre una plataforma y presenta en sus paredes algunas piedras de andesita de lamprobolita rosa, labradas con elementos prehispánicos; destacan una almena de piedra usada como elemento decorativo o remate en los techos de los edificios y templos, y una escultura azteca de basalto con un rostro humano, parte de una antigua imagen de alguna deidad o una efigie del teocalli. Es posible que en esta época existiera a la orilla de la laguna un pequeño barrio de indígenas de Tenayuca dedicados a producir sal, oficio que al parecer le dio el nombre al lugar: Ixtacallan.

### Época Colonial y México independiente
Siglo XVI al siglo XX
Durante la época colonial en las tierras de Ixtacallan se establecieron dos importantes pueblos que perduran actualmente, estos son, el Pueblo de Los Reyes y el Pueblo de San Juan Ixtacala. Ambos datan del siglo XVI, y el primero fue más conocido como Pueblo de Los Santos Reyes, en honor de los patronos "Melchor, Gaspar y Baltasar", quienes son celebrados con gran fervor año con año cada 6 de enero, con misas, novenarios, la elaboración de las tradicionales portadas, bandas musicales y juegos pirotécnicos. Por otro lado el Pueblo de San Juan Ixtacala es mencionado en uno de los documentos históricos más antiguos que data del año de 1571, pertenece a uno de los manuscritos del Archivo de Indias publicados por Francisco del Paso y Troncoso, en el cual menciona que San Juan Ixtacala estaba conformado por 22 vecinos y se localizaba a media legua (2.786.35 km) de la cabecera de Tlalnepantla.
En ambos pueblos fueron construidas iglesias dedicadas respectivamente a Los Reyes Magos de Belén y a San Juan Bautista para así proseguir con la evangelización, dando un aumento de la población como resultado del asentamiento de familias alrededor de las mismas. Dichas familias tenían como principal actividad la agricultura y ganadería, actividades que se desarrollaron hasta mediados de la década de los 70's del siglo XX, cuando la mancha urbana alcanzó estas tierras. 

Siglo XX
A mediados del siglo XX la población de Ciudad de México aumentó considerablemente y se decidió construir unidades habitacionales de interés social en las tierras de Ixtacala.

### Actualidad
En la colonia Los Reyes Ixtacala se emprendió la construcción, entre 1982 y 1995, de una parroquia nueva, por el Reverendo Padre José de Jesús Rodríguez García, erigida sobre una iglesia anterior, en la cumbre de una elevación del terreno, entre la Avenida de los Barrios y la Avenida INDECO. El primer templo se había edificado con paredes de ladrillo rojo y techo de lámina metálica.
Mediante apoyo de habitantes y feligreses de la colonia, que acudían a aportar donativos y participaban en rifas, kermeses y ferias, organizadas por la parroquia, se logró reunir el dinero suficiente para erigir en su lugar el templo actual, de grandes dimensiones, con paredes de piedra y concreto, dedicado a Cristo, Rey de Reyes.
En 1974, el Consejo Universitario de la UNAM emitió un documento en el cual se fundamentaba la creación de varias unidades multidisciplinarias. Por esta razón se adquirió el terreno e inició la construcción de la enorme Escuela Nacional de Estudios Profesionales, campus Iztacala (ENEP Iztacala), con edificios, laboratorios, y vastas áreas deportivas, donde se impartirían varias especialidades en medicina, odontología, psicología, enfermería, optometría y biología. Para el año 2000, la ENEP se convirtió en la Facultad de Estudios Superiores Iztacala (FES Iztacala). En ésta se encuentran varias clínicas, herbario, jardín botánico (JABIZ), que cuenta con importantes colecciones de especies de Cactaceae, Crasulaceae, Agavaceae, Liliaceae y Zamiaceae. También existen un vivario, un herpetario y un museo de especies paleontológicas.